# توماس بايلي
توماس بايلي هو محامي وسياسي أمريكي، ولد في 13 سبتمبر 1775، وتوفي في 18 سبتمبر 1829. نشط حزبياً في الحزب الفيدرالي الأمريكي. وقد انتخب عضو مجلس النواب لولاية ماريلند ‏ وانتخب عضو مجلس النواب الأمريكي ‏.